# نمل فرعوني
النملة الفرعونية أو حُذَال أو نملة فرعون (الاسم العلمي:Monomorium pharaonis) هي نوع من الحشرات تتبع جنس النملة الأحادية الأجزاء من فصيلة النمليات.